# Ключеводское
Ключево́дское (укр. Ключеводське) — село, Борковский поселковый совет, Нововодолажский район, Харьковская область.
Код КОАТУУ — 6324255302. Население по переписи 2001 года составляет 16 (8/8 м/ж) человек.

## Географическое положение
Село Ключеводское находится на расстоянии в 2,5 км от реки Джгун (левый берег). По селу протекает пересыхающий ручей с запрудами. На расстоянии в 2 км расположен пгт Борки.

## История
В дореволюционное время и до ВОВ село именовалось хутором Ключеводск.
- В 1940 году, перед ВОВ, в Ключеводске был 91 двор, два пруда и три ветряные мельницы.[1]

## Достопримечательности
- Братская могила советских воинов, погибших в Великой Отечественной войне. Похоронено 228 воинов.

## Известные люди
- Нога, Митрофан Петрович (1914—1986) — Герой Советского Союза, лётчик-истребитель, родился на хуторе Ключеводск.